# Сентюрин, Владимир Иванович
Владимир Иванович Сентюрин (1918—1997) — советский офицер-пехотинец во время Великой Отечественной войны и военачальник, Герой Советского Союза (20.12.1943). Генерал-лейтенант (2.03.1972).

## Биография
Владимир Сентюрин родился 20 января 1918 года в Павлодаре. После окончания средней школы работал водителем в совхозе «Лозоватка» Харьковской области Украинской ССР.
В ноябре 1938 года был призван на службу в Рабоче-крестьянскую Красную Армию. В 1941 году он окончил Тамбовское пехотное училище. С 28 июля 1941 года — участник Великой Отечественной войны. Воевал командиром пулемётного взвода 870-го стрелкового полка 287-й стрелковой дивизии, затем командиром роты и заместителем командира батальона 409-го стрелкового полка 137-й стрелковой дивизии на Брянском и Западном фронтах. Участвовал в Смоленском оборонительном сражении и в битве за Москву. В феврале 1942 года был тяжело ранен. Четыре месяца находился на излечении в эвакогоспитале в городе Энгельс.
В мае 1942 года вернулся на фронт, а в июне назначен командиром батальона 547-го стрелкового полка 127-й стрелковой дивизии (за образцовое выполнение боевых задач и массовый героизм в январе 1943 года полк и дивизия были удостоены приказом наркома обороны СССР гвардейских званий, и стали именоваться соответственно 182-м гвардейским стрелковым полком и 62-й гвардейской стрелковой дивизией). В её рядах прошёл весь дальнейший боевой путь. Участник Сталинградской битвы, Острогожско-Россошанской и Харьковской наступательных операций, Харьковской оборонительной операции 1943 года.
В сентябре 1943 года командир батальона 182-го гвардейского стрелкового полка 62-й гвардейской стрелковой дивизии 37-й армии Степного фронта гвардии майор Владимир Сентюрин особенно отличился во время битвы за Днепр. 28 сентября 1943 года батальон Сентюрина под шквальным огнём одним из первых переправился через Днепр в районе села Куцеволовка Онуфриевского района Кировоградской области Украинской ССР, выбил немцев из прибрежных траншей и захватил плацдарм на западном берегу Днепра. Не давая противнику опомниться, ночной атакой выбил немцев из усадьбы колхоза «Коммунар», приспособленной врагом для длительной обороны. Опираясь на захваченные позиции, батальон Сентюрина успешно удержал захваченный плацдарм, отразив семь немецких контратак пехоты при поддержке танков.
Указом Президиума Верховного Совета СССР от 20 декабря 1943 года за «успешное форсирование реки Днепр, прочное овладение плацдармом на западном берегу реки Днепр и проявленные при этом отвагу и геройство», гвардии майору Владимиру Ивановичу Сентюрину присвоено звание Героя Советского Союза с вручением ордена Ленина и медали «Золотая Звезда» за номером 3527.
После вручения высшей награды Родины сражался в рядах своего полка на 2-м Украинском фронте, участвуя в Нижнеднепровской, Корсунь-Шевченковской, Уманско-Ботошанской наступательных операциях. Вырос в должности до заместителя командира полка. С июля 1944 года учился на курсах при Военной академии РККА имени М. В. Фрунзе, которые окончил в феврале 1945 года.
В апреле 1945 года гвардии майор Сентюрин назначен командиром 149-го гвардейского стрелкового полка 49-й гвардейской стрелковой дивизии в 46-й армии 2-го Украинского фронта. Участвовал в Венской и Пражской наступательных операциях.
После окончания войны продолжил военную службу. В 1946 году переведён из Советской армии во внутренних войска МГБ СССР и МВД СССР. До октября 1947 года служил заместителем командира 399-го полка 50-й дивизии конвойных войск МВД СССР (дивизия охраняла объекты на территории Коми АССР). С 1947 года учился, а в 1951 году окончил Военный институт МГБ СССР. В 1947 году вступил в ВКП(б).
С осени 1951 года служил в 20-м отделе ВВ МГБ СССР на территории Эстонской ССР, участвовал в борьбе с националистическими формированиями «лесных братьев». С сентября 1952 года – командир 48-го отряда 4-го отдела конвойной охраны МВД Белорусской ССР, с апреля 1954 года – командир 22-го Минского отряда 12-го отдела внутренней и конвойной охраны МВД СССР, с апреля 1955 года – командир 70-го отряда 12-го отдела ВВ в Белорусской ССР, с декабря 1956 года по сентябрь 1959 года служил начальником 10-го Ташкентского отдела внутренней и конвойной охраны МВД СССР, генерал-майор (18.02.1958). Затем вновь направлен на учёбу.
В 1961 году окончил Военную академию Генерального штаба Вооружённых сил СССР. С сентября 1961 года – начальник 13-го отдела внутренней и конвойной охраны МВД РСФСР в Ленинграде и Ленинградской области. С октября 1968 года – первый заместитель начальника Главного управления внутренних войск МВД СССР, начальником управления в те годы был генерал-полковник И. К. Яковлев. В июне 1979 года генерал-лейтенант В. И. Сентюрин уволен в запас.
Проживал в Москве. Умер 5 августа 1997 года, похоронен на Троекуровском кладбище Москвы.
Был также награждён орденами Красного Знамени (23.12.1942) и Отечественной войны 1-й степени (11.03.1985), двумя орденами Трудового Красного Знамени (4.11.1967, …), орденом Красной Звезды (21.04.1943), медалью «За боевые заслуги»(6.08.1949), медалью «За взятие Вены» (1945), медалями «За безупречную службу» 1-й (1961) и 2-й (1958) степеней, рядом других медалей. Заслуженный работник МООП СССР (22.02.1965).

## Память
Приказом Министра внутренних дел Республики Беларусь от 3.05.1999 года № 190-л/с Герой Советского Союза генерал-лейтенант В. И. Сентюрин зачислен Почётным солдатом 1-го курса факультета внутренних войск Военной академии Республики Беларусь.